# Carrozzeria Pavesi
La Carrozzeria Pavesi è stata un'azienda di carrozzerie, fondata a Milano da Ernesto Pavesi nel 1929.

## Storia
Nel primo dopoguerra, Ernesto Pavesi (1901-1974), giovane falegname specializzato in scocche, aprì una piccola attività: un laboratorio artigianale di carrozze.
Sembrò intuire fin da subito come queste sarebbero state presto sostituite dall'avvento delle automobili e, a costo di grandi sacrifici economici,  fondò in Via Pietro Calvi a Milano, l'omonima carrozzeria.
Con il passare degli anni si specializzò nella realizzazione di furgoni commerciali partendo dai veicoli di serie come la Fiat Balilla a tre marce. Il notevole successo della personalizzazione dei mezzi si estese anche ai veicoli privati. I primi cruscotti in radica vennero montati sulla Lancia Astura e sulla Lancia Artena.
L'aumentare degli ordini portò Pavesi, che nel frattempo era stato affiancato dal figlio maggiore Gianpaolo, ad assumere parecchi lavoratori.
Con l'inizio della Seconda Guerra Mondiale, la domanda di rifinitura estetica e personalizzazione calò drasticamente e per sopravvivere ai bombardamenti di quegli anni difficili, Pavesi trasferì la propria officina a Trecella, vicino a Melzo. I Pavesi si adeguarono al periodo difficile dedicandosi alle riparazioni dei mezzi delle Forze Armate, all'installazione di impianti a gassogeno  e ad alcune protezioni balistiche molto primitive.
Alla fine del conflitto, i Pavesi tornarono a Milano aprendo una nuova sede in via Mezzofanti. Anche gli altri due figli, Emilio e Luciano, entrarono a far parte della nuova compagine della Carrozzeria Pavesi. Luciano divenne in breve tempo l'artefice e l'ispiratore del nuovo corso della carrozzeria milanese.
Negli anni '50, i Pavesi, decisero di rilanciare una moda che stava prendendo piede nelle vetture di serie in Gran Bretagna: la trasformazione completa degli interni di qualsiasi tipo di auto, ispirandosi agli interni delle Roll-Royce e delle Jaguar. L'elaborazione comprendeva il cruscotto, il volante in radica di noce, i sedili ed i pannelli delle porte in pelle cucita a mano, l'aria condizionata e la radio con un costo di circa 5 milioni di Lire; sbalorditivo quando si pensa che il costo di una Mini non raggiungeva il milione di Lire. Nonostante questo prezzo elevato Pavesi produsse circa 50 esemplari di Mini così elaborate.
A causa degli spazi limitati che la sede di via Mezzofanti offriva, la carrozzeria venne trasferita in via Luigi De Andreis, nella sua sede storica. Qui vennero realizzate una ventina di Alfa Romeo 1750 trasformate in giardinetta (Alfa Romeo 1750 Giardinetta Veloce), una trentina di spider partendo dal coupé Grifo della Iso Rivolta (una fu acquistata dal tenore Mario Del Monaco) : molte Ferrari Dino coupé e Maserati Indy trasformate in inedite "targa". In quel periodo la carrozzeria Pavesi occupava 38 persone per la maggior parte operai specializzati. Nonostante il numero notevole di addetti, la coda che si formava davanti alle saracinesche già alcune ore prima dell'apertura era il chiaro segnale che molti clienti non avrebbero avuto modo di accedere e sarebbero stati gentilmente inviatati ad andarsene.
Nei primi anni '70 ci fu il trionfo dell'hard top sulle Ferrari 365 Daytona spider (50 di queste furono destinate al mercato americano) e del tettuccio apribile, tipo quello montato sulle Porsche targa, sulla Maserati Ghibli e sulla Dino Ferrari. Risalgono a quel periodo i primi accordi con la Maserati guidata da Alejandro De Tomaso che si trasformo in una collaborazione industriale sulle auto marcate DeTomaso. Tutte le De Tomaso Longchamp cabriolet e le De Tomaso Panthera targa a listino furono trasformate dalla carrozzeria Pavesi. Una di queste Longchamp spyder è stata utilizzata nel film "il bisbetico domato" (1980) con Ornella Muti ed Adriano Celentano.
Alla fine degli anni '70 e nei primi anni '80, l'Italia fu colpita dalla piaga del terrorismo e dei rapimenti a scopo di estorsione, e questo portò la carrozzeria Pavesi a specializzarsi nella realizzazione di auto blindate. Tra le tante si ricorda la Maserati quattro porte destinata all'allora Presidente della Repubblica Sandro Pertini. Alla fine degli anni 80, la carrozzeria Pavesi realizzò auto speciali per importanti personalità mondiali. Si ricordano le Range-Rover Cabrio e la Ferrari 400 cabrio realizzate per il presidente libico Gheddafi e per il principe arabo Feisal.
Negli anni '90, all'opera di eleborazione e trasformazione di vetture esclusive (come la realizzazione di una piccola serie di Ferrari Testarossa cabriolet con capote elettroidraulica), si affiancò una mini produzione di veicoli commerciali dall'aspetto vintage, gli "Old Pavesi" realizzati sulla meccanica ed il telaio di moderni Ford Transit.
Nei primi anni 2000 i tre fratelli Pavesi, furono affiancati da alcuni dei figli, ed in seguito alla loro successiva scomparsa, i figli cercarono nuovi soggetti ed un management che potesse continuare la tradizione del nome e contestualmente rilanciarne gli obbiettivi.
Nel 2008 la Carrozzeria fu ceduta ad una cordata di imprenditori che fondarono le basi per un rilancio, che però non ottenne gli esiti voluti e nel 2015 fu posta in liquidazione.
Nel 2017 il marchio Pavesi è stato acquisito da imprenditori del settore Automotive che realizzano esemplari unici per clienti internazionali.